# Contea di Jefferson (Colorado)
La contea di Jefferson (in inglese Jefferson County) è una contea dello Stato del Colorado, negli Stati Uniti. La popolazione al censimento del 2000 era di 527 056 abitanti. Il capoluogo di contea è Golden.
La contea è compresa nell'area metropolitana di Denver-Aurora-Lakewood.

## Geografia
La contea si trova nel centro nord dello Stao, al confine con la città consolidata di Denver. Il confine sud-est p dato dal fiume South Platte. La contea è situata lungo il Front Range delle Montagne Rocciose e vi si trovano diverse foreste e parchi.

### Contee confinanti
- Contea di Boulder - nord
- Contea di Broomfield - nord-est
- Contea di Adams - nord-est
- Contea di Denver - est
- Contea di Arapahoe - est
- Contea di Douglas - sud-est
- Contea di Teller - sud-est
- Contea di Park - sud-ovest
- Contea di Clear Creek - ovest
- Contea di Gilpin - nord-ovest

## Storia
L'area era territorio del popolo Ute. La contea fu istituita nel 1861 ed è una delle contee originarie del Territorio del Colorado. Deve il suo nome al presidente Thomas Jefferson.

## Comuni

### Cities
- Arvada
- Edgewater
- Golden
- Lakewood
- Applewood
- Wheat Ridge

### Towns
- Lakeside
- Morrison
- Mountain View

### Census-designated places
- Applewood
- Aspen Park
- Brook Forest
- Columbine
- Dakota Ridge
- East Pleasant View
- Evergreen
- Fairmount
- Genesee
- Idledale
- Indian Hills
- Ken Caryl
- Kittredge
- West Pleasant View